# Ефектива
Ефектива је удружење грађана са седиштем у Београду. Основана је 2011. године као удружење за заштиту потрошача и банкарских клијената. Истакла се током 2024. када је организовала бојкот трговинских ланаца у Србији због превисоких цена артикала.